# Ирландско-русская практическая транскрипция
Ирландско-русская практическая транскрипция — унифицированная система передачи средствами русской письменности звучания слов ирландского языка, в частности, имен собственных и непереводимых реалий.

## Основные принципы
Основой для транскрибирования является написание ирландских слов в соответствии с произношением западного (коннахтского) диалекта. Практическая транскрипция учитывает палатализацию, леницию, эклипсис, удвоение согласных, наличие вставных n, t и h, а также другие фонетические, грамматические и орфографические явления ирландского языка.

## Передача гласных
Долгота гласных в транскрипции не отражается: Árann — Аранн, Dún na Séad — Дун-на-Шед.
После непроизносимого буквосочетания fh и сочетаний bh и dh, не произносимых в середине слова, гласные не отражают мягкость предшествующей согласной и передаются так же, как в начале слова.
| Буква или буквосочетание | Примечания           | Передача | Примеры |
| ------------------------ | -------------------- | -------- | --- |
| а                        | а                    | а        | Baile an Ródhba — Бале-ан-Роба, Mala — Мала, Bearbha — Бярва                                                     |
| á                        | á                    | а        | Áth Trasna — Ах-Трасна, An Cabhán — Ан-Каван                                                                     |
| ае                       | ае                   | э        | Aerphort na Sionna — Эрфорт-на-Шинна                                                                             |
| aei                      | aei                  | э        | |
| ai                       | перед gh(e), dh(e)   | и        | Toraigh — Тори, Gamhnaidhe — Гавние                                                                              |
| ai                       | в остальных случаях  | а        | Tuar Ailín — Туар-Алинь, Faing — Фангь                                                                           |
| ái                       | ái                   | а        | Cill Áirne — Килль-Арне, Ros Comáin — Рос-Комань, Ros Láire — Рос-Ларе                                           |
| aí                       | aí                   | и        | Na Gleanntaí — На-Гляннти                                                                                        |
| ао                       | ао                   | э        | Aonach Urmhumhan — Энах-Урвуван, Cuilleán Aodha — Киллян-Эа, Dún Laoghaire — Дун-Лэаре, Fraochán — фрэхан        |
| aoi                      | aoi                  | и        | Dún Aoil — Дун-Иль, Cill Chaoidhe — Килль-Хие, An Laoi — Ан-Ли                                                   |
| au                       | au                   | ау       | |
| е                        | в начале слова       | э        | Cill Echi — Килль-Эхи                                                                                            |
| е                        | после согласных      | е        | Baile Breagáin — Бале-Брягань, Éirne — Эрне                                                                      |
| é                        | в начале слова       | э        | Ráth Énna — Рах-Энна                                                                                             |
| é                        | после согласных      | е        | Ros Cré — Рос-Кре, Bré — Бре                                                                                     |
| еа                       | в начале слова       | а        | Loch an Eascainn — Лох-ан-Асканнь, Each Dhruim — Ах-Гримь, Fhear Muighe — Ар-Мие                                 |
| еа                       | после согласных      | я        | An Muileann Gearr — Ан-Милянн-Гярр                                                                               |
| еа                       | в словах beag, beaga | ё        | Na Cealla Beaga — На-Кялла-Бёга                                                                                  |
| eá                       | в начале слова       | а        | |
| eá                       | после согласных      | я        | Piseánach — пишянах, An Caisleán Nua — Ан-Кашлян-Нуа                                                             |
| eai                      | в начале слова       | а        | |
| eai                      | после согласных      | я        | |
| eái                      | в начале слова       | а        | |
| eái                      | после согласных      | я        | Inis Meáin — Инишь-Мянь, Oileáin Árann — Илянь-Аранн                                                             |
| éa                       | в начале слова       | э        | Beann Éadair — Бянн-Эдарь, Ceinéal Éanna — Кенел-Энна                                                            |
| éa                       | после согласных      | е        | Dún na Sead — Дун-на-Шед, Bádh Bhréanainn — Ба-Вренаннь                                                          |
| éai                      | в начале слова       | э        | |
| éai                      | после согласных      | е        | Baile Bháitéair — Бале-Ватерь                                                                                    |
| ei                       | в начале слова       | э        | Eithne — Эхне, Eiscir Riada — Эшкирь-Риада                                                                       |
| ei                       | после согласных      | е        | Leitir Ceannainn — Летирь-Кяннаннь                                                                               |
| éi                       | в начале слова       | э        | Durlas Éille — Дурлас-Эле, Éirne — Эрне                                                                          |
| éi                       | после согласных      | е        | Loch Léin — Лох-Лень, Gort an Fhéir — Горт-ан-Эрь                                                                |
| éi                       | в слове Éire         | эй       | Éire — Эйре |
| eo                       | в начале слова       | о        | Eochaill — Охалль                                                                                                |
| eo                       | после согласных      | ё        | |
| eoi                      | в начале слова       | о        | Cluain Eois — Клуань-Ошь, An Fheoir — Ан-Орь                                                                     |
| eoi                      | после согласных      | ё        | Ros Mhic Treoin — Рос-Викь-Трёнь                                                                                 |
| eó                       | в начале слова       | о        | |
| eó                       | после согласных      | ё        | Cnoc na hEórna — Кнок-на-Хёрна, Loch Rideóg — Лох-Ридёг                                                          |
| eói                      | в начале слова       | о        | Gleann ап Eóin — Глянн-ан-Онь                                                                                    |
| eói                      | после согласных      | ё        | Baile Sheóin — Бале-Хёнь, Inneóin — Иннёнь                                                                       |
| eu и éu                  | в начале слова       | э        | В новой орфографии — éa                                                                                          |
| eu и éu                  | после согласных      | е        | Ráth Chaileud — Рах-Халед                                                                                        |
| i                        | i                    | и        | Sligeach — Шлигях, Inis — Инишь                                                                                  |
| í                        | í                    | и        | Áth Í — Ах-И, Loch Poitín — Лох-Питинь, Brí Chualann — Бри-Хуаланн, Dún a’Rí — Дун-а’Ри                          |
| ia                       | ia                   | иа       | Machaire an Iarla — Махаре-ан-Иарла, Baile Locha Riach — Бале-Лоха-Риах, An Caisleán Riabhach — Ан-Кашлян-Риавах |
| ía                       | ía                   | иа       | |
| iai                      | iai                  | иа       | Bogán Bhriain — Боган-Вриань, Loch nIairn — Лох-Ниарнь                                                           |
| iái                      | iái                  | иа       | |
| io                       | io                   | и        | Ceann Iorruis — Кянн-Ирришь, Iomaidh — Ими, Biorra — Бирра, Lios an Mhuilinn — Лис-ан-Вилиннь                    |
| ío                       | ío                   | и        | Inis Díomain — Инишь-Дииань, Síol Éiligh — Шил-Эли, Baile Síomuinn — Бале-Шиминнь                                |
| iu                       | iu                   | ю        | Baile an Iubhair — Бале-ан-Юварь, Baile Siubháin — Бале-Шювань                                                   |
| iú                       | iú                   | ю        | Baile Shiúrtan — Бале-Хюртан, Ráithín na Siúruc — Рахинь-на-Шюрук                                                |
| iúi                      | iúi                  | ю        | Siúir — Шюрь, Carraígh na Siúira — Карри-на-Шюра, Baile Dhiúid — Бале-Йюдь                                       |
| o                        | o                    | о        | Port Omna — Порт-Омна, Bun Dobhráin — Бун-Доврань                                                                |
| ó                        | ó                    | о        | An Cóf — Ан-Коф, An Tráigh Mhór — Ан-Тра-Вор, Mullach Cló — Муллах-Кло                                           |
| oi                       | oi                   | и        | Oileán Bhaile Roibín — Илян-Вале-Рибинь, Scoil Mhuire — Скиль-Вире, Inis Coirthe — Инишь-Кирхе                   |
| ói                       | ói                   | о        | Cnoc an Óir — Кнок-ан-Орь, Abhann Móire Mumhan — Аванн-Море-Муван, An Bhóinn — Ан-Воннь                          |
| u                        | u                    | у        | Áth an Urchair — Ах-ан-Урхарь, An Tulaoh Mhór — Ан-Тулах-Вор, An tSuca — Ан-Тука                                 |
| ú                        | ú                    | у        | Dún па Sead — Дун-на-Шед, Loch na Ceathrún Móire — Лох-на-Кяхрун-Море                                            |
| ua                       | ua                   | уа       | Inis Uachtair — Инишь-Ухтарь, Lios Tuathail — Лис-Туахаль, Béal Átha na-Sluagh — Бел-Аха-на-Слуа                 |
| uai                      | uai                  | уа       | Loch Uair — Лох-Уарь, An Uaimh — Ан-Уавь, Cluain Meala — Клуань-Мяла, Ath Luain — Ах-Луань                       |
| úa                       | úa                   | уа       | |
| úai                      | úai                  | уа       | |
| ui                       | ui                   | и        | Baile Uilliam — Бале-Иллиам, Cill Ruis — Килль-Ришь, An Muileann Gearr — Ан-Милянн-Гярр                          |
| uí                       | uí                   | и        | Uí Fáilghe — И-Фале, Daingean Uí Chúis — Дангян-и-Хушь, Cuan Bhaile Uí Thaidhg — Куан-Вале-И-Хигь                |
| uío                      | uío                  | и        | |
| úi                       | úi                   | у        | Loch Súilighe — Лох-Сулие, Daingean Uí Chúie — Дангян-И-Хушь, Cara Droma Rúisc — Кара-Дрома-Рушкь                |

## Передача согласных
Мягкость согласных, стоящих в начале и в середине слова, отражается при помощи и, е, ё, ю, я, следующих за соответствующими согласными, в конце слова — мягким знаком. Если мягкой является группа согласных, обозначается мягкость лишь последней из них: Siúir — Шюрь, Inis — Инишь, Dairbhre — Дарвре.
Непроизносимые согласные, возникшие вследствие эклипсиса, не отражаются. Заменяющая их согласная буква, в ирландском написании строчная, передается и пишется прописной буквой: Corr па mBeach — Корр-на-Мях, Árd па gCliabh — Ард-на-Глиав, Cúl na gCon — Кул-на-Гон), Darmhagh Ua nDuach — Дарва-Уа-Нуах. Сочетание nG в начале слова начальным g передается посредством нг: Dún па nGall — Дун-на-Нгалл.
Вставные n, t, h передаются и пишутся прописной буквой слитно со словом: Baile na hInse — Бале-на-Хинше, Lisín na hEillte — Лишинь-на-Хеллте, An tOileán Mór — Ан-Тилян-Мор
Удвоенные согласные ll, nn, rr передаются удвоением соответствующих русских букв: Biorra — Бирра, Eochaill — Охалль, Beanntraighe — Бяннтрие.
| Буква или буквосочетание | Примечания                                 | Передача      | Примеры |
| ------------------------ | ------------------------------------------ | ------------- | --- |
| b                        | заменяемая при эклипсисе                   | не передается | Mín na mBroc — Минь-на-Мрок, Corr na mBeach — Корр-на-Мях                                                        |
| b                        | в конце слова, в соседстве e, i, é, í      | бь            | Loch Coirib — Лох-Кирибь                                                                                         |
| b                        | в остальных случаях                        | б             | Baile Locha Riach — Бале-Лоха-Риах, Biorra — Бирра                                                               |
| bh                       | в соседстве e, i, é, í                     | вь            | Cnoc a’Tairbh — Кнок-а’Тарвь                                                                                     |
| bh                       | в остальных случаях                        | в             | An Bhóinn — Ан-Воннь, Bun Dobhráin — Бун-Доврань, An tInbhear Mór — Ан-Тинвяр-Мор, Ard na gCliabh — Ард-на-Глиав |
| bhth                     | в середине слова                           | ф             | Inis Cobhthaigh — Инишь-Кофи                                                                                     |
| c                        | заменяемая при эклипсисе                   | не передается | Cloch na gCoillte — Клох-на-Гиллте                                                                               |
| c                        | в конце слова в соседстве e, i, é, í       | кь            | Baile Mhic Annadáin — Бале-Викь-Аннадянь                                                                         |
| c                        | в остальных случаях                        | к             | An Cóf — Ан-Коф, Cill Áirne — Килль-Арне, Cluain Bhrusc — Клуань-Вруск                                           |
| ch                       | в конце слова в соседстве e, i, é, í       | хь            | Carthramhan Cruaich — Кархраван-Круахь                                                                           |
| ch                       | в остальных случаях                        | x             | Clann Chonaing — Кланн-Хонангь, An Mhuinchille — Ан-Винхилае, Loch Súilighe — Лох-Сулие                          |
| d                        | заменяемая при эклипсисе                   | не передается | Darmhagh Ua nDuach — Дарва-Уа-Нуах                                                                               |
| d                        | в конце слова в соседстве e, i, é, í       | дь            | Cuan an Fhóid Dhuibh — Куан-ан-Одь-Гивь, Béal an Mbuirthid — Бел-ан-Вирхидь                                      |
| d                        | в остальных случаях                        | д             | Dún Garbháin — Дун-Гарвань, Neidín — Нединь, Baile Crafard — Бале-Крафард                                        |
| dh                       | в начале слова перед e, i, é, í            | й             | Léana Dhearg — Лена-Йярг, Baile Dhiúid — Бале-Йюдь                                                               |
| dh                       | в остальных случаях в начале слова         | г             | Each Dhruim — Ах-Гримь, Cill Dholláin — Килль-Голлань, Baile Dháidhe — Бале-Гае                                  |
| dh                       | в середине и в конце слова                 | не передается | Cill Chaoidhe — Киль-Хие, Fiodh Ard — Фи-Ард, Cill Alaidh — Килль-Али                                            |
| f                        | заменяемая при эклипсисе                   | не передается | Tulach Ua bhFeidhlímidh — Тулах-Уа-Велими, Coill na bhFeadóg — Килль-на-Вядог                                    |
| f                        | в конце слова в соседстве e, i, é, í       | фь            | |
| f                        | в остальных случаях                        | ф             | Faing — Фангь, An Cóf — Ан-Коф                                                                                   |
| fh                       | fh                                         | не передается | Baile an Fhaoitig — Бале-ан-Итигь, Fhear Muighe — Ар-Мие                                                         |
| g                        | заменяемая при эклипсисе                   | не передается | Dún na nGall — Дун-на-Нгалл, Raithín na nGabhainn — Рахинь-на-Нгавани                                            |
| g                        | в конце слова в соседстве e, i, é, í       | гь            | Carraig Mhachalre Rois — Каррагь-Вахаре-Ришь, Cruach Fhádraig — Круах-Фадрагь                                    |
| g                        | в остальных случаях                        | г             | An Gort — Ан-Горт, Sligeach — Шлигях, Baile na Scurlóg — Бале-на-Скурлог                                         |
| gh                       | в начале слова перед e, i, é, í            | й             | Eanaigh Ghealla — Ани-Йялла, Baile Ghearóid — Бале-Йяродь, Baile Ghiobúin — Бале-Йибунь                          |
| gh                       | в остальных случаях в начале слова         | г             | Cill Ghlas — Килль-Глас, Caisleán Ghriaghaire — Кашлян-Гриааре, Sidhe Ghainn — Шие-Ганнь                         |
| gh                       | в середине и в конце слова                 | не передается | Tráighli — Трали, Magh Chromtha — Ма-Хромха, Béal Átha na Sluagh — Бел-Аха-на-Слуа                               |
| h (вставное)             | h (вставное)                               | х             | Baile na h-Inse — Бале-на-Хинше, Baile na h-Abhann — Бале-на-Хаванн, Caoille na hlngine — Килле-на-Хингине       |
| l                        | в конце слова в соседстве e, i, é, í       | ль            | Cúil an tSúdaire — Куль-ан-Тударе, Cill Dalua — Килль-Далуа                                                      |
| l                        | в остальных случаях                        | л             | Loch Measca — Лох-Мяска, An Tulach Mhór — Ан-Тулах-Вор                                                           |
| m                        | в конце слова в соседстве е, i, é, í       | мь            | Tuaim — Туамь, Baile Adaim — Бале-Адамь                                                                          |
| m                        | в остальных случаях                        | м             | Lios Mór — Лис-Мор, Magh Chromtha — Ма-Хромха, Baile Uilliam — Бале-Иллиам                                       |
| mh                       | в конце слова в соседстве е, i, е́, í       | вь            | Gaillimh — Галливь                                                                                               |
| mh                       | в остальных случаях                        | в             | Scoil Mhuire — Скиль-Вире, Carn Domhnaigh — Карн-Довни, Cluain Dhamh — Клуань-Гав                                |
| n                        | заменяющая g при эклипсисе                 | нг            | Dún na nGall — Дун-на-Нгалл                                                                                      |
| n                        | в конце слова в соседстве е, i, é, í       | нь            | Baile Breagáin — Бале-Брягань, Baile an Leamháin — Бале-ан-Лявань                                                |
| n                        | в остальных случаях                        | н             | Carn Domhnaigh — Карн-Довни                                                                                      |
| p                        | заменяемая при эклипсисе                   | не передается | |
| p                        | в конце слова в соседстве е, i, é, í       | пь            | |
| p                        | в остальных случаях                        | п             | Poll an Phúca — Полл-ан-Фука                                                                                     |
| ph                       | в конце слова в соседстве е, í, é, í       | фь            | |
| ph                       | в остальных случаях                        | ф             | Poll an Phúca — Полл-ан-Фука, Carraic Philibín — Карракь-Филибинь, Longphort — Лонгфорт                          |
| r                        | в конце слова в соседстве е, í, é, í       | рь            | An Fheoir — Ан-Орь                                                                                               |
| r                        | в остальных случаях                        | р             | Ros Cré — Рос-Кре, An Droichead Nua — Ан-Дрихяд-Нуа, Lios Mór — Лис-Мор                                          |
| s                        | заменяемая при эклипсисе                   | не передается | An tSionna — Ан-Тинна, An tSráid — Ан-Традь                                                                      |
| s                        | в соседстве a, o, u, á, ó, ú               | c             | Lios Mór — Лис-Мор                                                                                               |
| s                        | в конце слова в соседстве e, i, é, í       | шь            | Cill Ruis — Килль-Ришь                                                                                           |
| s                        | в остальных случаях в соседстве е, i, е́, í | ш             | Siúir — Шюрь, Sligeach — Шлигях, Seanbhaile — Шянвале                                                            |
| sh                       | sh                                         | х             | Caol Sháile Ruaidh — Кэл-Хале-Руа, Cuan Shligigh — Куан-Хлиги, Baile Sheafra — Бале-Хяфра                        |
| t                        | заменяемая при эклипсисе                   | не передается | Machaire Ua dTighearnáin — Махаре-Уа-Диарнань                                                                    |
| t                        | в конце слова в соседстве е, i, é, í       | ть            | Cúirt Mhic Shéafraidh — Курть-Викь-Хефри, Béal Tairbeirt — Бел-Тарберть                                          |
| t                        | в остальных случаях                        | т             | An Gort — Ан-Горт, Teampall Mór — Тямпалл-Мор                                                                    |
| th                       | в конце слова в соседстве е, i (é, í)      | хь            | Baile Uí Ghairbith — Бале-И-Гарбихь                                                                              |
| th                       | в остальных случаях                        | х             | Brugh Theineadh — Бру-Хеня, Lios Tuathail — Лис-Туахаль, Inis Coirthe — Инишь-Кирхе, Bleath Árna — Блях-Арна     |
| thbh                     | в середине слова                           | ф             | Leithbhear — Лефяр, Teathbha — Тяфа                                                                              |
| thd                      | thd                                        | т             | Liathdruim — Лиатримь                                                                                            |
| thg                      | thg                                        | к             | |